# 日本映画監督協会
協同組合日本映画監督協会（にほんえいがかんとくきょうかい、英: Directors Guild of Japan、略称: 監協）は、日本の映画監督による職能団体である。

## 概要
映画、映像分野の発展と映画監督の地位向上を目的に活動する。
「監協」の誕生は、村田実、牛原虚彦、衣笠貞之助という、当時珍しかった洋行帰りの映画監督が集まって話したのがきっかけで、当時の国家政策が組合や結社を組むことに神経質だった時代に、西欧に倣って協会を作ろうとしたことは誠に勇気のいることだった。
1936年（昭和11年）2月26日、準備会の打ち合わせが行われた。この日東京は大雪となり、ちょうど二・二六事件が起こった日でもあった。
発起人は伊藤大輔、伊丹万作、稲垣浩、池田義信、井上金太郎、小津安二郎、渡辺邦男、田坂具隆、成瀬巳喜男、村田実、牛原虚彦、内田吐夢、山本嘉次郎、山中貞雄、阿部豊、五所平之助、衣笠貞之助、木村荘十二、溝口健二、島津保次郎、清水宏、鈴木重吉、野村浩将の23人がメンバーとなった。山中貞雄だけが20代で、残りも全員30代の若者ぞろいだった。
この「監協」の発足が動機となり、以後たくさんの団体が生れたが、戦争がはじまるとともに解散を命じられ、すべて「映画人協会」に一括されてしまった。「監協」が復活したのは戦後の混乱が過ぎてからである。
「監協」のある晩の酒席で、小津安二郎が「エジソンが映画を発明してくれなかったら俺たちは何をやってただろう」と言い出した。この話がしだいに発展して「どうだ協会主催でエジソン祭りをやろうじゃないか」となったとき、成瀬巳喜男が「エジソンでは一般的になるから僕らに関係のあるNG祭りはどうだろう」と意見を出した。
映画の現場では「NG」でフィルムの屑を多く出すからというので、その供養パーティーをやろうと話がまとまり、毎年12月の恒例行事となった。稲垣浩は、「ふだん頭の高い監督連中がこの日ばかりはサービスしなければならない、それもお礼とお詫びのしるしなのである」と語っている。
2006年（平成18年）には設立70周年を迎え、記念事業の一環として映画『映画監督って何だ!』を伊藤俊也監督で製作し、同作は多数の協会員監督が出演した事でも話題となった。

## 略歴
- 1936年（昭和11年）2月26日 - 創設
- 1943年（昭和18年） - 戦時体制のもと解散
- 1949年（昭和24年） - 再結成
- 1950年（昭和25年） - 中小企業等協同組合法による事業協同組合となる

## 歴代理事長
| 代 | 理事長     | 在任期間                          | 備考               |
| -- | ---------- | --------------------------------- | ------------------ |
| 初 | 村田実     | 1936年 - 1937年                   |                    |
| 2  | 溝口健二   | 1937年 - 1943年 / 1949年 - 1955年 | 在任時期に一時解散 |
| 3  | 小津安二郎 | 1955年 - 1963年                   |                    |
| 4  | 五所平之助 | 1964年 - 1980年                   |                    |
| 5  | 大島渚     | 1980年 - 1996年                   |                    |
| 6  | 深作欣二   | 1996年 - 2003年                   |                    |
| 7  | 山田洋次   | 2003年 - 2004年                   |                    |
| 8  | 崔洋一     | 2004年 - 2022年                   |                    |
| 9  | 本木克英   | 2022年 -                          |                    |